# 황궈창
황궈창(중국어 정체자: 黃國昌, 백화자: N̂g Kok-chhiong, 병음: Huáng Guóchāng, 한자음: 황국창, 1973년 8월 19일 ~ )은 타이완의 정치인, 법학자, 사회운동가이다. 해바라기 운동을 이끌었으며, 시대역량 입당 이후 2015년부터 당대표를 지내고 있다, 2019년 3월 1일에 시대역량 주석직에서 사퇴하게 된다.

## 역대 선거 결과
| 선거명                        | 직책명   | 선거구              | 대수 | 정당       | 득표율 | 득표수      | 결과 | 당락 |
| ----------------------------- | -------- | ------------------- | ---- | ---------- | ------ | ----------- | ---- | ---- |
| 2016년 중화민국 입법위원 선거 | 입법위원 | 신베이시 제12선거구 | 9대  | 시대역량   | 51.52% | 80,508표    | 1위  | 당선 |
| 2020년 중화민국 입법위원 선거 | 입법위원 | 비례대표 4번        | 10대 | 시대역량   | 7.76%  | 1,098,100표 | 2위  | 낙선 |
| 2024년 중화민국 입법위원 선거 | 입법위원 | 비례대표 2번        | 11대 | 대만민중당 | 22.07% | 3,040,615표 | 1위  | 당선 |